# Flurlingertunnel
Der Flurlingertunnel, auch Cholfirsttunnel genannt, ist ein Tunnel im Kanton Zürich in der Gemeinde Flurlingen. Er gehört zur Autobahn A4 und ist Teil der Umfahrung von Schaffhausen. Es besteht Vignettenpflicht.

## Lage
Der Tunnel unterquert den nordwestlichen Hang des Cholfirsts. Das Südportal liegt am südöstlichen Ortsrand von Flurlingen auf rund 450 m ü. M., das Nordportal unmittelbar am Südufer des Rheins nördlich von Flurlingen auf rund 400 m ü. M. Nördlich des Tunnels führt die Strasse über die Rheinbrücke N4, auf die der Fäsenstaub-Tannerberg-Tunnel (1460 Meter) folgt.

## Bauweise

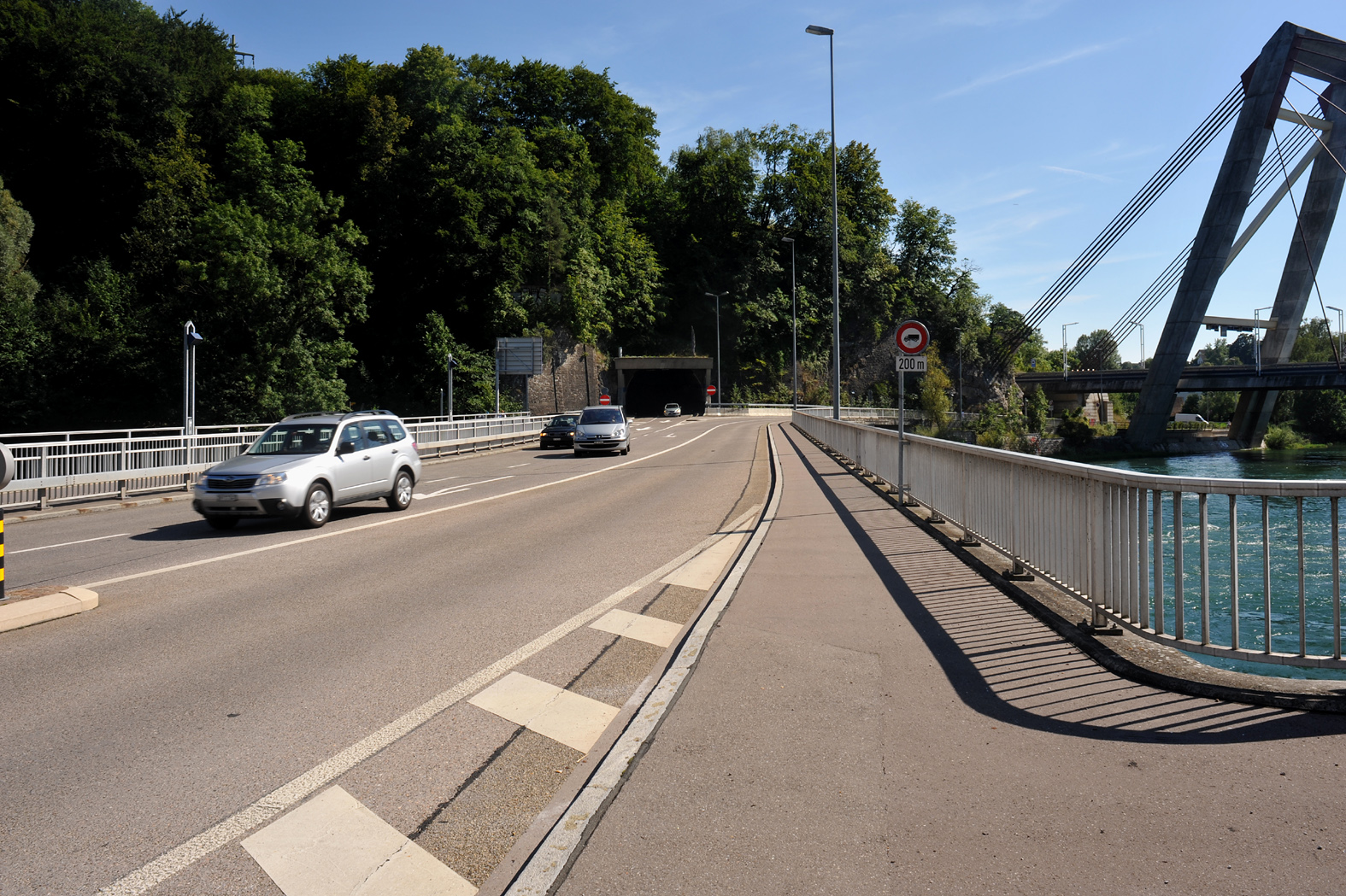
Ausfahrtsportal "Schaffhausen Süd" (2010)

Der einröhrige Tunnel ist 1250 Meter lang und verfügt über einen zusätzlichen Ausfahrttunel, der 140 Meter lang ist und als Ausfahrt «Schaffhausen Süd» dient. Es führen drei Spuren durch den Tunnel: eine Spur mit vier Metern Breite in Richtung Schaffhausen und zwei Spuren mit dreieinhalb Metern Breite in Richtung Winterthur. Die zwei Spuren Richtung Winterthur sind notwendig für eine Kriechspur, da ab der Verzweigung zum Südportal eine Steigung von 5 % vorherrscht. Beidseitig existiert zudem ein Bankett von einem Meter. So hat der Haupttunnel insgesamt eine Breite von elf Metern. Der Ausfahrttunnel hat eine Spur von 4,2 Metern mit einer Standspur von 2,3 Metern und zwei Banketten von einem Meter. Bei der Verzweigung ist der Tunnel 27 Meter breit und wurde als Trompete realisiert.
Der Tunnel wurde in vier Abschnitten ausgebrochen: ein Pilotstollen, eine Kalotte, eine Strosse und der Endausbruch. In der Verzweigung wurden die Kalotte in zwei Schritten ausgehoben. Die Kalotten hatten ein Widerlager aus Mikropfählen. Im Plattenkalk hat man sich für ein Hufeisenprofil entschieden, während im Mergel wegen des starken Quellverhaltens ein Sohlgewölbe notwendig war. Das Gewölbe wurde zunächst mit Spritzbeton gesichert und dann mit einer PVC-Schicht verkleidet, um das Bergwasser vom Tunnel abzuhalten (sogenanntes Regenschirmkonzept). Zum Schluss wurde ein Ortbeton-Gewölbe in Abschnitten von fünf Metern erstellt. Das Lüftungskonzept sieht eine Längslüftung vor.
Der Tunnel entsprach nicht mehr den aktuellen Sicherheitsstandards, daher wurde im Sommer 2015 die Lüftung und Sensorik im Tunnelfahrraum ersetzt.

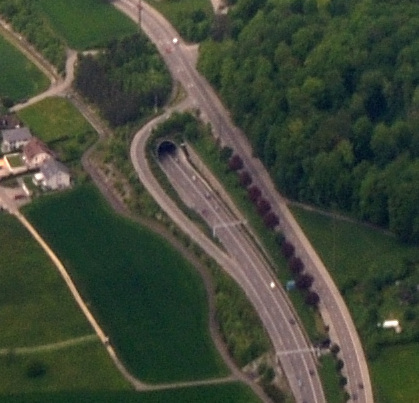
Südportal und Ausfahrt "Flurlingen", Luftbild (2010)